# Lomatogonium graciliflorum
Lomatogonium graciliflorum är en gentianaväxtart som beskrevs av H. Smith. Lomatogonium graciliflorum ingår i släktet stjärngentianor, och familjen gentianaväxter. Inga underarter finns listade i Catalogue of Life.